# Saint-Germain-de-Varreville
Saint-Germain-de-Varreville – miejscowość i gmina we Francji, w regionie Normandia, w departamencie Manche.
Według danych na rok 1990 gminę zamieszkiwało 112 osób, a gęstość zaludnienia wynosiła 19 osób/km² (wśród 1815 gmin Dolnej Normandii Saint-Germain-de-Varreville plasuje się na 774. miejscu pod względem liczby ludności, natomiast pod względem powierzchni na miejscu 808.).